# Консультант (фильм, 2011)
«Консульта́нт» (англ. Marvel One-Shot: Consultant) — американский короткометражный художественный фильм 2011 года производства Marvel Studios. Режиссёром является Лейтум по сценарию Эрика Пирсона. В главных ролях Кларк Грегг и Максимилиано Эрнандес.
«Консультант» является частью Первой фазы медиафраншизы «Кинематографическая вселенная Marvel» и первым короткометражным фильмом из серии Marvel One-Shots. По сюжету, после событий фильмов «Невероятный Халк» (2008) и «Железный человек 2» (2010) агенты Фил Колсон и Джаспер Ситуэлл саботируют идею Всемирного Совета Безопасности об освобождении Эмиля Блонски / Мерзости из тюрьмы и включении его в инициативу «Мстители».
Мировая премьера фильма состоялась 13 сентября 2011 года, одновременно с выпуском фильма «Тор» (2011) на носителе Blu-ray.

## Сюжет
Фил Колсон сообщает Джасперу Ситуэллу, что Всемирный Совет Безопасности желает, чтобы Эмиль Блонски / Мерзость был освобождён из тюрьмы и присоединён к инициативе «Мстители». Ник Фьюри не соглашается с решением Совета и Колсон решает саботировать эту идею. Консультант Тони Старк отправляется на встречу с генералом Таддеусом Россом, который отвечает за охрану Блонски. Колсон и Ситуэлл рассчитывают, что такой высокомерный человек, как Старк, быстро разозлит генерала, и тот не согласится на освобождение Блонски. На следующий день Колсон сообщает Ситуэллу, что их план сработал.

## Актёрский состав
- Кларк Грегг — Фил Колсон:
Агент организации «Щ.И.Т.»[5].
- Максимилиано Эрнандес — Джаспер Ситуэлл:
Агент организации «Щ.И.Т.»[3].

В архивных кадрах также участвуют Тим Рот в роли Эмиля Блонски / Мерзости, Уильям Хёрт в роли Таддеуса Росса и Роберт Дауни-младший в роли Тони Старка.

## Производство
В августе 2011 года Marvel Studios объявила планы по производству нескольких короткометражных фильмов Marvel One-Shots, предназначенных для прямой трансляции видео. Студия рассматривала короткометражки, представляющие собой отдельную историю, как способ эксперимента с персонажами и идеями, а также как расширение медиафраншизы «Кинематографическая вселенная Marvel». Тогда был объявлен первый короткометражный фильм «Консультант», режиссёром которого выступил Лейтум, а сценаристом Эрик Пирсон. Также было объявлено, что Кларк Грегг вновь вернётся к роли агента Фила Колсона.
Создатели хотели показать организацию «Щ.И.Т.» как организацию, «дёргающую за ниточки и ответственную за некоторые события, изображённые в фильмах». Считалось, что агент Колсон будет лучшим персонажем, чтобы показать это. Роль второго агента была предложена Максимилиано Эрнандесу, сыгравшему эпизодическую роль в фильме «Тор» (2011). Также было решено использовать архивные записи с участием Тима Рота, Уильяма Хёрта и Роберта Дауни-младшего из предыдущих фильмов франшизы. Сам фильм является частью Первой фазы медиафраншизы «Кинематографическая вселенная Marvel» и первым короткометражным фильмом из серии Marvel One-Shots, события которого хронологически проходят между фильмами «Железный человек 2» (2010) и «Тор» (2011).
Съёмки короткометражного фильма производились в течение трёх дней. Он был разработан Дэвидом Мириком, за декорации отвечал Дэвид Куртемарш, а за костюмы — Хизер Чаффи. Монтажом занимались Габриэль Бритц и Дэвид Броди, а музыку написал Пол Окенфолд.

## Премьера
Мировая премьера фильма «Консультант» состоялась 13 сентября 2011 года одновременно с выходом на носителе Blu-ray фильма «Тор» (2011) в США, выпущенного Paramount Home Media Distribution. В Польше короткометражный фильм появился в тот же день выпуска фильм Тор на Blu-ray, выпущенного Imperial CinePix.
С 21 января 2022 года «Консультант» был доступен на стриминговом сервисе Disney+ как часть коллекции Marvel One-Shots, а также как часть первой фазы медиафраншизы «Кинематографическая вселенная Marvel».

## Реакция
Синди Уайт из IGN написала о фильме «Консультант», что «едкие диалоги, похоже, соответствуют тому, что мы привыкли ожидать от фильма „Мстители“, снятого Джоссом Уидоном». Расс Фишер из /Film заявил, что «для короткометражного фильма относительно хорошо используются существующие кадры и очень бюджетные новые сцены, чтобы связать воедино остальные продукты Marvel». Скотт Читвуд из Coming Soon, напротив, был разочарован короткометражным фильмом из-за того, что в одной трети фильма используется только финальная сцена фильма «Невероятный Халк» (2008), а в остальных Колсон «просто сидит и разговаривает».